# Żywiec
Żywiec (kiejtése: zsivjec, németül: Saybusch, korábban Saubusch) város Lengyelország déli részén, a Sziléziai vajdaságban, a szlovák-lengyel határtól 26 km-re. A városnak 32 000 lakója van. Annak ellenére, hogy Żywiec a sziléziai vajdasághoz tartozik, Kis-Lengyelország része, nem pedig Szilézia.

## Fekvése
A város a Beszkidek közötti medencében helyezkedik el Kis-Lengyelország, Szilézia, a Morva Őrgrófság és a Magyar Királyság egykori határvidékén.
Körülötte terül el az 1999 óta védett terület a Żywieci Természetvédelmi Körzet. 

## Története
A második világháború alatt, 1940-ben a környék 18 000 lakóját deportálták.

## Gazdaság
A környék egyik legnagyobb és leghíresebb gazdasági vállalkozása, már több mint 150 éve a Habsburg-család által alapított Żywiec Sörgyár.

## Nevezetességek
Nevezetessége a középkori eredetű, de később többször felújított plébániatemplom, ahol a neogótikus barokk szárnyakkal záródó szekrényében másfél méter magas, késő gótikus Mária halála-dombormű található. 

## Híres emberek
- Tomasz Adamek (1976. december 1.) cirkálósúlyú bokszoló
- Wilhelm Brasse híres auschwitzi fényképész
- Habsburg–Tescheni Károly István főherceg osztrák főherceg, magyar és cseh királyi herceg
- Agata Wróbel (1981. augusztus 28.) lengyel súlyemelő világrekorder 75 kg-os kategóriában
- Tadeusz Rakoczy (1938. március 30.) lengyel püspök
- Piotr Haczek (1977. január 26.) atléta

## Testvérvárosok
- Adur, Egyesült Királyság
- Csaca, Szlovákia
- Gödöllő, Magyarország (2002)
- Liptószentmiklós, Szlovákia
- Riom, Franciaország
- Szczytno, Lengyelország
- Unterhaching, Németország

## Galéria

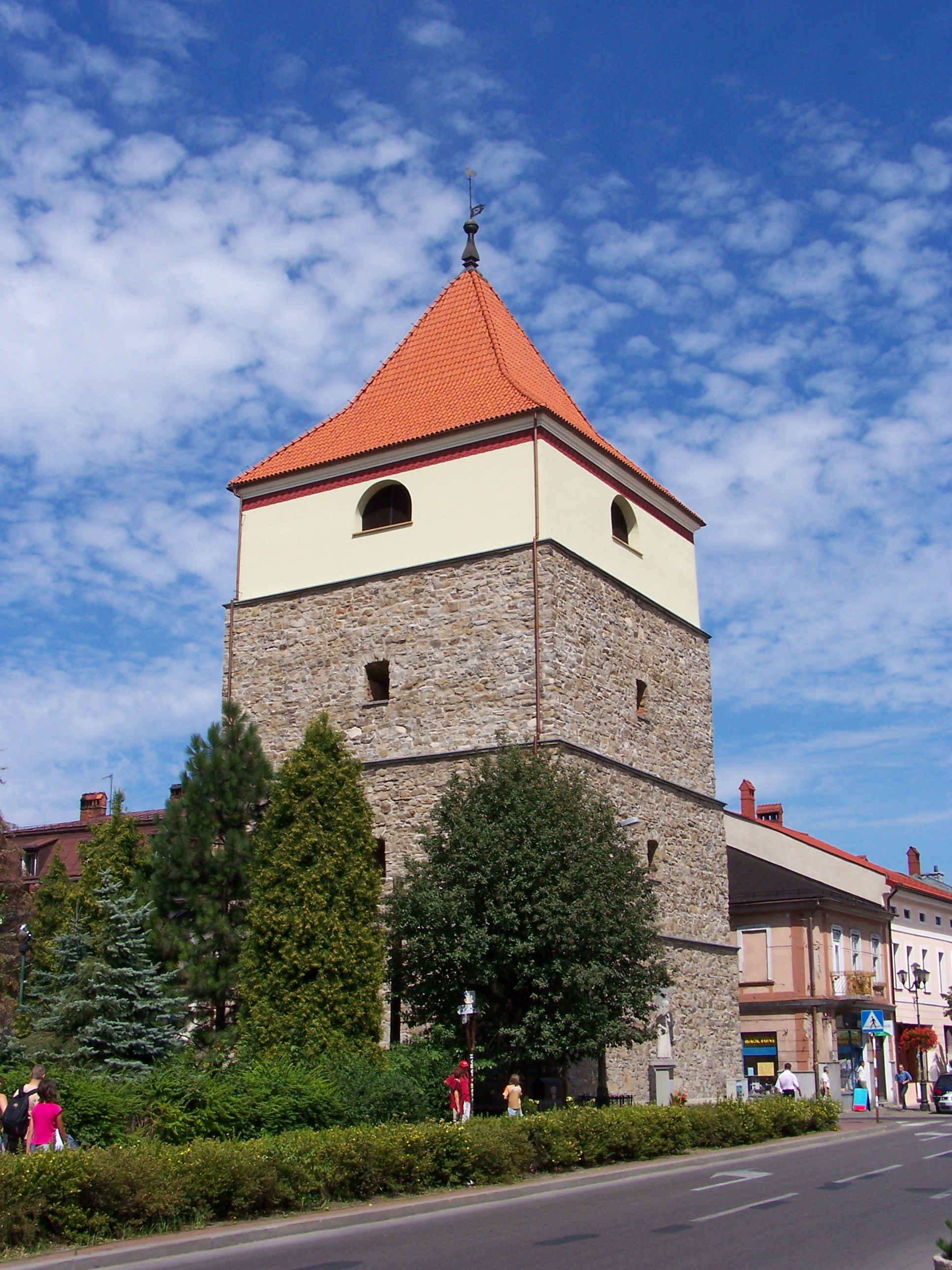
Harangtorony
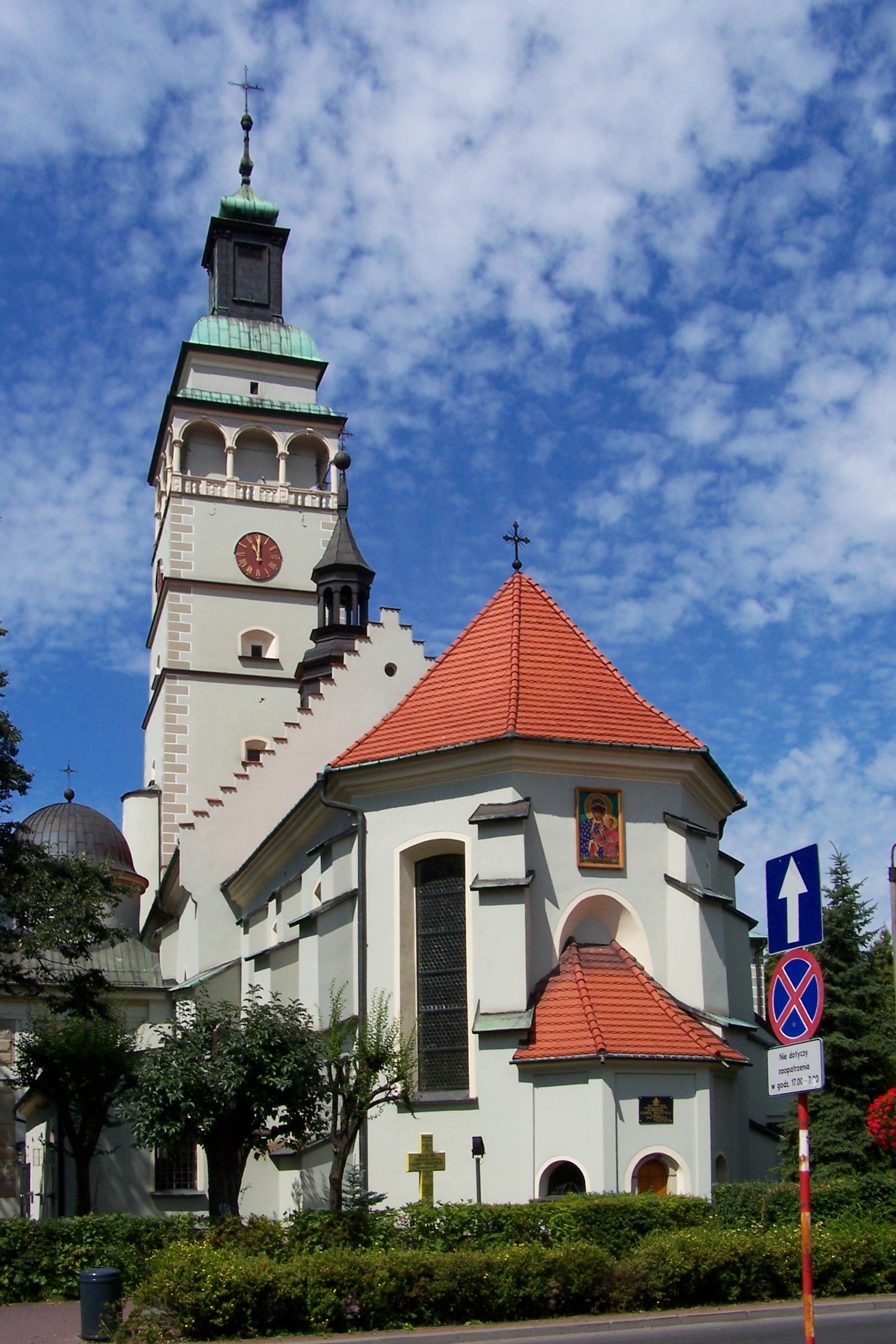
Katedrális
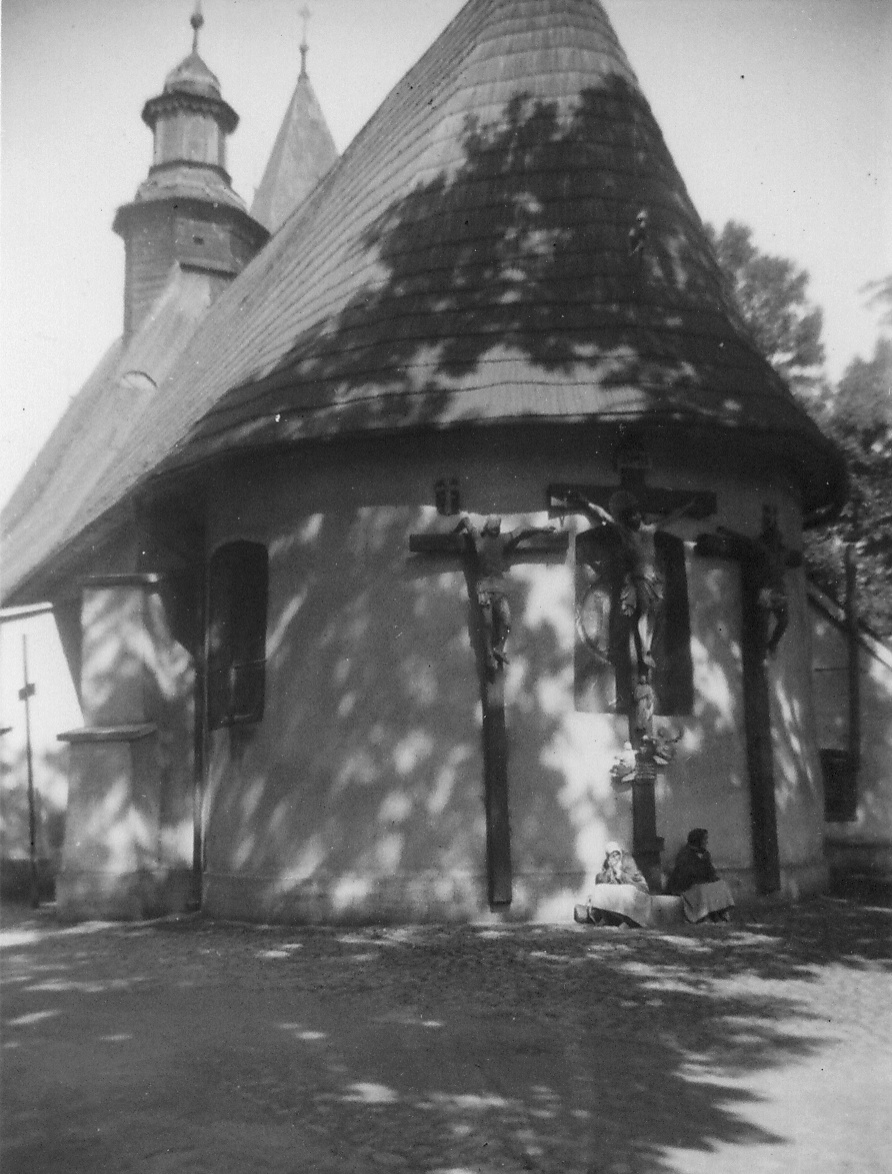
A Szent kereszt templom 1938-ban
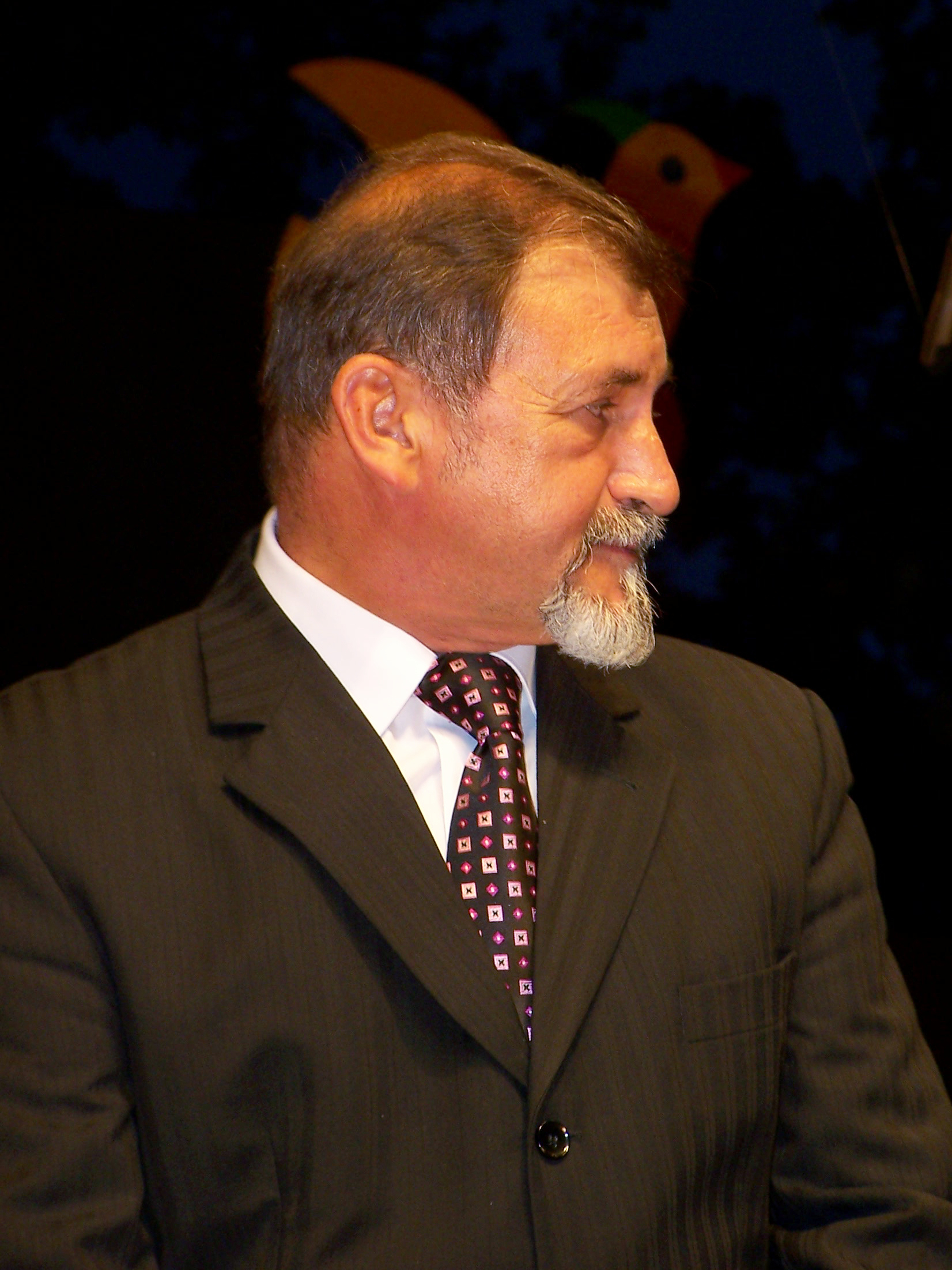
Antoni Szlagor polgármester
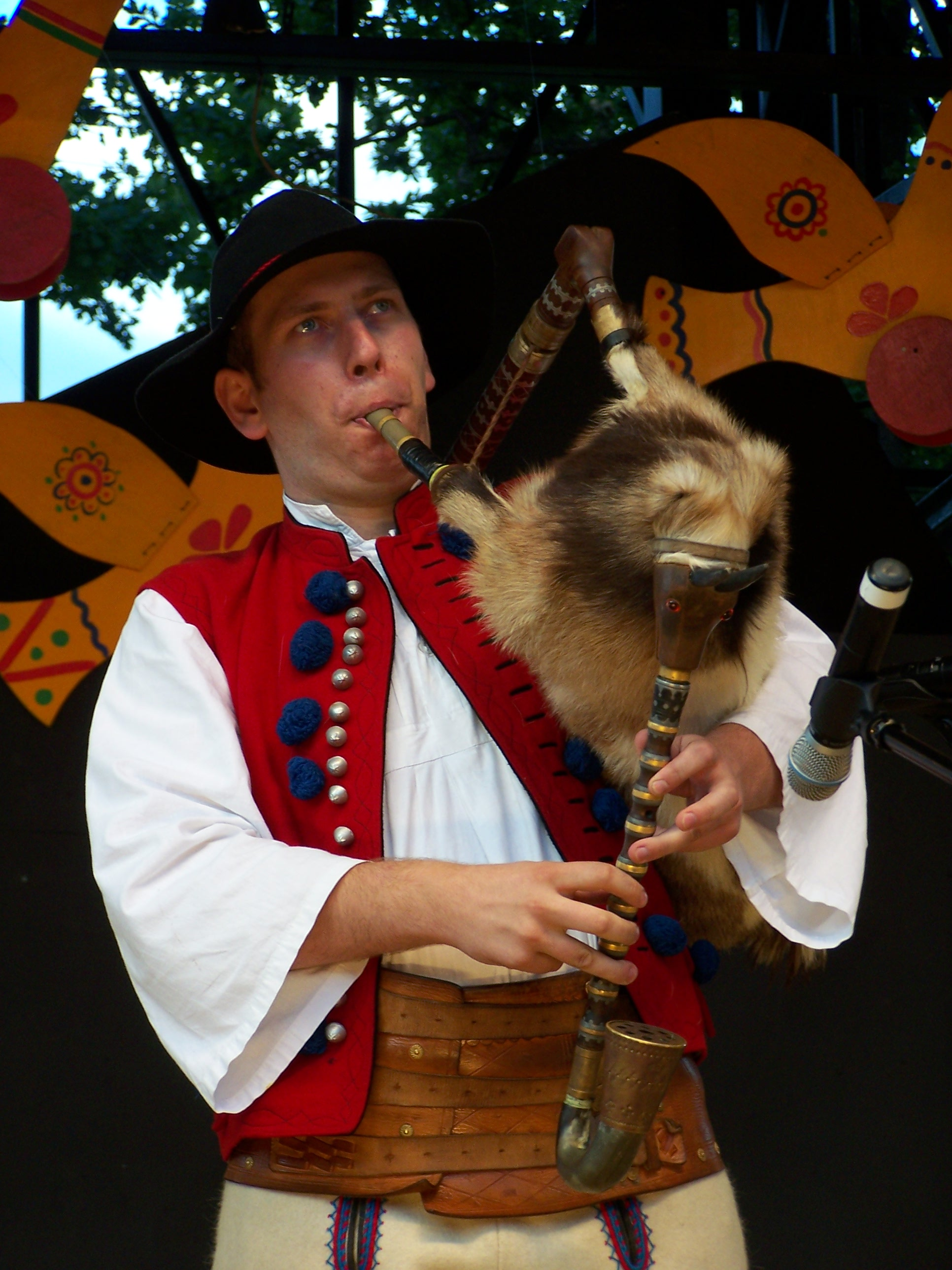
Gorál Népviselet
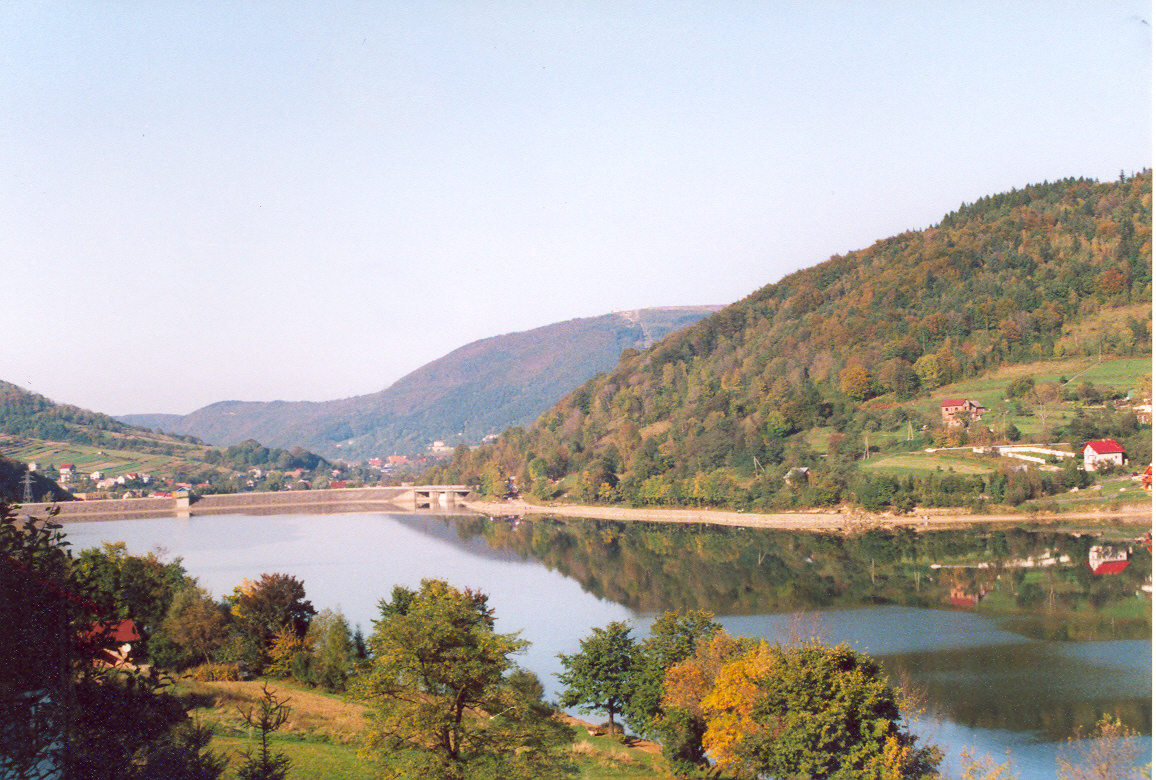
Żywieci-tó, Tresna gát
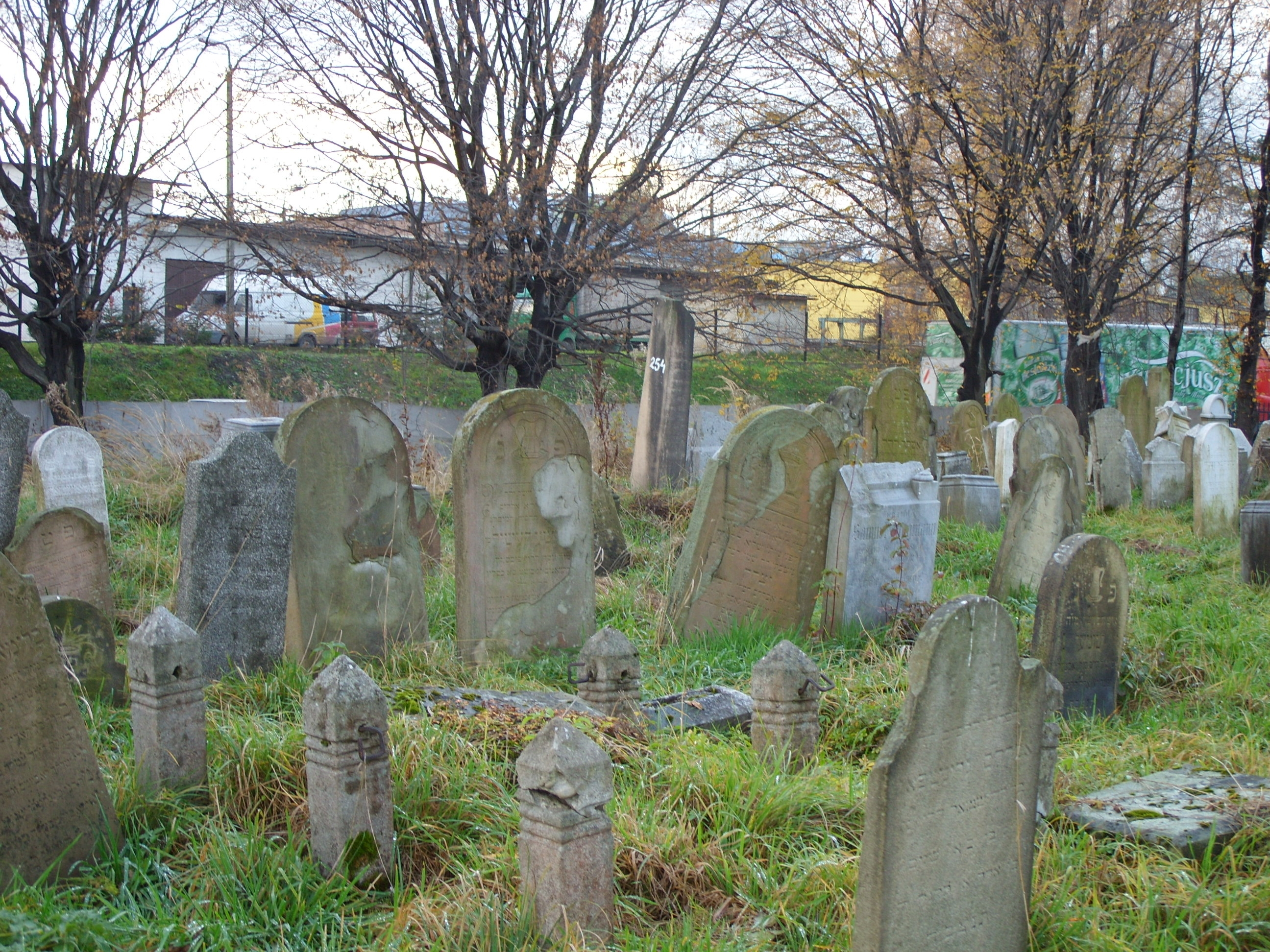
Zsidó temető
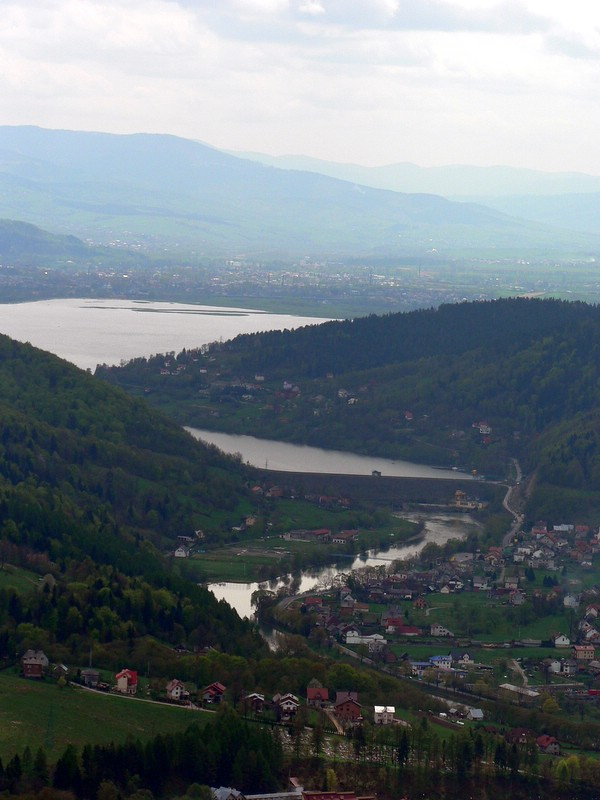
Madártávlat

## Fordítás
- Ez a szócikk részben vagy egészben  a(z)   Żywiec című angol Wikipédia-szócikk fordításán alapul.  Az eredeti cikk szerkesztőit annak laptörténete sorolja fel. Ez a jelzés csupán a megfogalmazás eredetét és a szerzői jogokat jelzi, nem szolgál a cikkben szereplő információk forrásmegjelöléseként.